# Great Swinburne
Great Swinburne is een nederzetting in het bestuurlijke gebied Northumberland, in het Engelse graafschap Northumberland. Het maakt deel uit van de civil parish Chollerton.
Van oudsher met het dorpje verbonden is het landhuis Swinburne Castle, dat opgenomen is in de Britse monumentenlijst. De oudste vermeldingen van dit kasteel stammen uit de veertiende eeuw, maar het hoofdgebouw dat er thans staat, dateert van 1760.